# Gambassi Terme
Gambassi Terme é uma comuna italiana da região da Toscana, província de Florença, com cerca de 4.697 habitantes. Estende-se por uma área de 82 km², tendo uma densidade populacional de 57 hab/km². Faz fronteira com Castelfiorentino, Certaldo, Montaione, San Gimignano (SI), Volterra (PI).

## Demografia
| Variação demográfica do município entre 1861 e 2011                               |
|                                                                                   |
| Fonte: Istituto Nazionale di Statistica (ISTAT) - Elaboração gráfica da Wikipedia |